# Bernd Haunfelder
Bernd Michael Haunfelder (* 17. Februar 1951 in Würzburg) ist ein deutscher Historiker und Publizist.
Haunfelder ist ein anerkannter Spezialist für die biografische Aufarbeitung des deutschen Parlamentarismus und dessen Parteien sowie Experte für die Geschichte der Stadt Münster. Seine Veröffentlichungen vor allem zur humanitären Hilfe der Schweiz in der Nachkriegszeit haben ihn auch im Nachbarland einer breiten Leserschaft bekannt gemacht.

## Leben und Wirken
Bernd Haunfelder kam als Sohn des Zahnmediziners und späteren Universitätsprofessors David Haunfelder (1912–1989) in Würzburg zur Welt und verlebte dort seine Kindheit. Zu seinen Vorfahren gehört der preußische Kulturpolitiker Friedrich Althoff. Seit 1966 wohnt er in Münster, wo er an der Westfälischen Wilhelms-Universität Geschichte und Germanistik studierte. Er wurde im Wintersemester 1971/72 Mitglied der Münsterer Burschenschaft Franconia, trat später aber wieder aus.
Nach seinem Studienabschluss als Magister artium (M.A.) und dem Ersten Staatsexamen für das höhere Lehramt in den Fächern Geschichte und Germanistik (1977) an der Universität Münster war Bernd Haunfelder von 1977 bis 1978 Leiter des Ruhrtalmuseums in Schwerte. Im Jahr 1982 wurde er an der Westfälischen Wilhelms-Universität Münster mit der Dissertation Die politischen Wahlen im Regierungsbezirk Münster. 1848–1867 zum Dr. phil. promoviert. Von 1984 bis 1999 betätigte er sich als Autor der Kommission für Geschichte des Parlamentarismus und der politischen Parteien in Bonn.
Bernd Haunfelder war von 1983 bis 2011 Redaktionsmitglied der Westfälischen Nachrichten des Aschendorff-Verlags und verfasste Beiträge zur Lokal- und Zeitgeschichte. Er verantwortete viele Jahre die Redaktion der wissenschaftlichen Heimatblätter Auf roter Erde, einer monatlichen Beilage der Westfälischen Nachrichten. Dadurch sowie durch seine zahlreichen Bücher über Münster und das Münsterland, die zumeist ebenfalls bei Aschendorff erscheinen, ist er einem breiten Publikum bekannt. Zu diesen meist populärwissenschaftlich abgefassten und reich bebilderten Titeln, die zum Teil mehrere Auflagen erlebten, gehören unter anderem Münster und das Münsterland in frühen Photographien. 1841–1900 (1988), Münster. Geschichte in Bildern (1991) – eines der meistverkauften Bücher zur Geschichte der Stadt – und Münster. Die Nachkriegszeit 1945–1965. Bilder und Chronik (1993). Zudem war Haunfelder an Büchern über Clemens August Kardinal von Galen und Constantin Freiherr Heereman von Zuydtwyck beteiligt. Haunfelder ist in der Region als historischer Berater und Wissensvermittler vieler Institutionen und Privatpersonen bekannt.
Passend zum 60-jährigen Bestehen des Bundeslandes legte er im Jahr 2006 das biographische Handbuch Nordrhein-Westfalen – Land und Leute. 1946–2006 vor. Daneben hat er sich auch um die Erforschung der Geschichte des deutsch-schweizerischen Verhältnisses, vor allem um die Darstellung der humanitären Hilfe der Schweiz in der Nachkriegszeit, Verdienste erworben. Die Bände Kinderzüge in die Schweiz – Die Deutschlandhilfe des Schweizerischen Roten Kreuzes 1946–1956 (2007) und Not und Hoffnung – Deutsche Kinder und die Schweiz 1946–1956 (2008) lösten ein großes Echo in der Presse aus. Viele der seinerzeit daran Beteiligten meldeten sich daraufhin zu Wort und berichteten von ihren positiven Erlebnissen. Die Schweizer empfanden Haunfelders Veröffentlichungen zudem als späten Dank für ihr damaliges Engagement.
Bernd Haunfelder widmete sich danach dem Themenbereich der diplomatischen Berichterstattung schweizerischer Botschaften im deutschsprachigen Raum. 2012 und 2014 brachte er bei der Forschungsstelle der Diplomatischen Dokumente der Schweiz in Bern die Bände Aus Adenauers Nähe. Die politische Korrespondenz der Schweizerischen Botschaft in der Bundesrepublik Deutschland 1956–1963 sowie Österreich zwischen den Mächten. Die politische Berichterstattung der schweizerischen Vertretung in Wien 1938–1955 heraus. 2017 erschien im Aschendorff-Verlag die Veröffentlichung Die DDR aus Sicht schweizerischer Diplomaten 1982–1990. Politische Berichte aus Ost-Berlin. 2001 veröffentlichte er bereits mit Markus Schmitz den Band Humanität und Diplomatie – Die Schweiz in Köln 1940–1949. In den bisher größtenteils unveröffentlichten Berichten des Schweizer Generalkonsuls in Köln und engen Freundes des späteren Bundeskanzlers Konrad Adenauer, Franz-Rudolf von Weiss, an die Berliner Gesandtschaft seines Landes oder an das Eidgenössische Politische Departement in Bern fand sich unter dem Datum vom 24. Juni 1942 ein früher Hinweis auf die Ermordung der Juden im Osten.
Bundesweite Beachtung fanden vor allem Haunfelders biografische Aufarbeitungen des deutschen Parlamentarismus und der Parteien. Diese als „biographische Handbücher“ bezeichneten Lebensbilder deutscher Politiker, die sein eigentliches wissenschaftliches Lebenswerk darstellen und die er als wissenschaftlicher Privatforscher neben seiner beruflichen Tätigkeit verfasste, sind zumeist im Düsseldorfer Droste Verlag erschienen. Als Standardwerke gelten das Biographische Handbuch für das Preußische Abgeordnetenhaus 1849–1867 (1994), die Reichstagsabgeordneten der Deutschen Zentrumspartei 1871–1933 (1999) und Die liberalen Abgeordneten des Deutschen Reichstags 1871–1918 (2004). So stellt Haunfelder in den Biografienbänden Reichstagsabgeordnete der Deutschen Zentrumspartei 754 Abgeordnete, die zwischen 1871 und 1933 der Reichstagsfraktion des Zentrums angehörten, und in Die liberalen Abgeordneten des Deutschen Reichstags 1871–1918 979 Abgeordnete der verschiedenen liberalen Fraktionen vor. Mit dem 2009 veröffentlichten Band Die konservativen Abgeordneten des Deutschen Reichstags 1871–1918, der 549 Biografien enthält, schloss der Parlamentsforscher seine Reihe biographischer Darstellungen über den kaiserlichen Reichstag ab.
Daneben beschäftigt sich Haunfelder auch mit Parlamentariern der Gegenwart. Seit 2003 ist er freier Mitarbeiter der Zeitschrift des Deutschen Bundestages, Das Parlament, und zuständig für die regelmäßig erscheinende Rubrik der Personalia ehemaliger Bundestagsabgeordneter.
Für seine Erforschung der biografischen Grundlagen des deutschen Parlamentarismus wurde Bernd Haunfelder im Jahr 2006 das Verdienstkreuz am Bande der Bundesrepublik Deutschland verliehen. Da seine Publikationen zur humanitären Hilfe der Schweiz, die in Deutschland auf großes Interesse stießen, dazu beitrugen, die bilateralen Beziehungen Deutschlands zur Schweiz zu verbessern, erhielt Haunfelder 2011 im Zuge der Höherstufung das Verdienstkreuz 1. Klasse.

## Schriften
- Die politischen Wahlen im Regierungsbezirk Münster. 1848–1867. Dissertation. 2 Bände, Münster 1982, ISBN 3-7923-0483-X.
- Wahlen und Wahlverhalten im Kreis Warendorf 1848/49. Ein Beitrag zur Frühgeschichte des deutschen Parlamentarismus. Schnellsche Buchhandlung, Warendorf 1982, ISBN 3-87716-980-3.
- 150 Jahre Verein der Kaufmannschaft zu Münster von 1835. Aschendorff, Münster 1985, ISBN 3-402-05713-1.
- als Mitbearbeiter: Preußische Parlamentarier. Ein Photoalbum 1859–1867 (= Photodokumente zur Geschichte des Parlamentarismus und der politischen Parteien). Droste, Düsseldorf 1986, ISBN 3-7700-5134-3.
- Münster und das Münsterland in frühen Photographien. 1841–1900. Aschendorff, Münster 1988 (2. Auflage, Aschendorff, Münster 1991, ISBN 3-402-05208-3).
- Phönix aus der Asche. Zum Untergang und Wiederaufbau des Rathauses von Münster. Aschendorff, Münster 1988, ISBN 3-402-05209-1.
- als Bearbeiter mit Klaus Erich Pollmann: Reichstag des Norddeutschen Bundes 1867–1870. Historische Photographien und biographisches Handbuch (= Photodokumente zur Geschichte des Parlamentarismus und der politischen Parteien. Band 2). Droste, Düsseldorf 1989, ISBN 3-7700-5151-3.
- Münster. Geschichte in Bildern. Aschendorff, Münster 1991 (3., aktualisierte Auflage. Aschendorff, Münster 2007, ISBN 978-3-402-05201-3).
- mit Ute Olliges und Thomas Pago [Redaktion und Koordination]: Münster. Stadt des Westfälischen Friedens. RV-Verlag, Berlin 1992, ISBN 3-575-22068-9 (7., überarbeitete und aktualisierte Auflage. Zusammen mit Ute Olliges-Wieczorek, Aschendorff, Münster 2015, ISBN 978-3-402-05364-5).
- Münster. Die Nachkriegszeit 1945–1965. Bilder und Chronik. Aschendorff, Münster 1993, ISBN 3-402-05106-0.
- Biographisches Handbuch für das Preußische Abgeordnetenhaus. 1849–1867 (= Handbücher zur Geschichte des Parlamentarismus und der politischen Parteien. Band 5). Droste, Düsseldorf 1994, ISBN 3-7700-5181-5.
- als Mitverfasser: Die Promenade in Münster. Vom Festungsring zum Grüngürtel. Bilder aus drei Jahrhunderten. Aschendorff, Münster 1994, ISBN 3-402-05107-9.
- mit Wolfgang Weikert und Winfried Daut [Red.]: Café Schucan – eine Legende. Aschendorff, Münster 1995, ISBN 3-402-05266-0.
- 1796–1996 – Zweihundert Jahre Zwei-Löwen-Klub zu Münster. Aschendorff, Münster 1996.
- mit Franz-Josef Budde und Gisbert Strotdrees: Constantin Freiherr Heereman von Zuydtwyck. Festschrift. Landwirtschaftsverlag, Münster-Hiltrup 1997, ISBN 3-7843-2864-4.
- mit Rolf Schorfheide: Westfalen. Zwei Jahrhunderte in Bildern. Von der preußischen Provinz 1815 bis in die Gegenwart. Aschendorff, Münster 1999, ISBN 3-402-05357-8.
- Reichstagsabgeordnete der Deutschen Zentrumspartei. 1871–1933. Biographisches Handbuch und historische Photographien (= Photodokumente zur Geschichte des Parlamentarismus und der politischen Parteien. Band 4). Droste, Düsseldorf 1999, ISBN 3-7700-5223-4.
- Das Windthorst-Album von 1874. In: Westfalen – Hefte für Geschichte und Volkskunde 74 (1999), S. 113–141.
- als Herausgeber mit Dorle Neumann: Momente des Jahrhunderts. Ereignisse, Wendepunkte, Persönlichkeiten. Aschendorff, Münster 2000, ISBN 3-402-05262-8.
- Münster. Wiederaufbau und Wandel. Aschendorff, Münster 2000, ISBN 3-402-05171-0.
- mit Markus Schmitz: Humanität und Diplomatie. Die Schweiz in Köln 1940–1949. Aschendorff, Münster 2001, ISBN 3-402-05385-3.
- 25 Jahre Thiekötter-Druck. 125 Jahre Firmen- und Familiengeschichte. Thiekötter-Druck, Münster 2002.
- mit Rolf Elsner und Volker Grosse: Haus & Grund – 100 Jahre Bauen & Wohnen in Münster. Haus- und Grundeigentümerverein Münster-Stadt und -Land e. V. Haus- und Grundeigentümerverein Münster-Stadt und -Land, Münster 2003, ISBN 3-00-012615-5.
- Rintelen, Viktor. In: Neue Deutsche Biographie (NDB). Band 21, Duncker & Humblot, Berlin 2003, ISBN 3-428-11202-4, S. 640 f. (Digitalisat).
- Die liberalen Abgeordneten des Deutschen Reichstags 1871–1918. Ein biographisches Handbuch. Aschendorff, Münster 2004, ISBN 3-402-06614-9.
- mit Axel Schollmeier: Die fetten Jahre. Münster 1957 bis 1968 in Fotos von Willi Hänscheid. Aschendorff, Münster 2004, ISBN 3-402-06520-7.
- Stuhlmacher. Ein Haus, ein Name, Erinnerungen. Aschendorff, Münster 2004, ISBN 3-402-06901-6.
- mit Axel Schollmeier: Kardinal von Galen – Triumph und Tod. Fotos seiner letzten Lebenstage. Aschendorff, Münster 2005, ISBN 3-402-00395-3.
- Die münsterischen Regierungspräsidenten des 20. Jahrhunderts. Bezirksregierung Münster 2006.
- Nordrhein-Westfalen – Land und Leute. 1946–2006. Ein biographisches Handbuch. Aschendorff, Münster 2006, ISBN 3-402-06615-7.
- mit Wibke Becker und Axel Schollmeier: Die Wunderjahre. Münster in Fotos 1950 bis 1958. Aschendorff, Münster 2006, ISBN 3-402-00424-0.
- mit Edda Baußmann und Axel Schollmeier: „Ein wunderherrliches Werk“. Die Feierlichkeiten zum Wiederaufbau des Domes in Münster 1956. Aschendorff, Münster 2006, ISBN 3-402-00428-3.
- Kinderzüge in die Schweiz. Die Deutschlandhilfe des Schweizerischen Roten Kreuzes 1946–1956. Aschendorff, Münster 2007, ISBN 978-3-402-12730-8.
- Not und Hoffnung. Deutsche Kinder und die Schweiz 1946–1956. Aschendorff, Münster 2008, ISBN 978-3-402-12776-6.
- mit Barbara Rommé und Axel Schollmeier: Ein Geschenk an die Stadt: Das Rathaus in Münster. Der Wiederaufbau 1948–1958. Aschendorff, Münster 2008, ISBN 978-3-402-12778-0.
- Die konservativen Abgeordneten des Deutschen Reichstags 1871–1918. Ein biographisches Handbuch. Aschendorff, Münster 2010, ISBN 978-3-402-12829-9.
- 175 Jahre Verein der Kaufmannschaft zu Münster. Aschendorff, Münster 2010, ISBN 978-3-402-12841-1.
- Schweizer Hilfe für Deutschland 1917–1933 und 1944–1957. Aufrufe, Berichte, Briefe, Erinnerungen, Reden. Aschendorff, Münster 2010, ISBN 978-3-402-12870-1.
- Zwischen Domplatz und Prinzipalmarkt. 190 Ausflüge in die Stadtgeschichte. Aschendorff, Münster 2011, ISBN 978-3-402-12934-0.
- 250 Jahre Druckhaus Aschendorff 1762–2012. Aschendorff, Münster 2012, ISBN 978-3-402-13004-9.
- als Herausgeber: Aus Adenauers Nähe. Die politische Korrespondenz der Schweizerischen Botschaft in der Bundesrepublik Deutschland 1956–1963 (= Diplomatische Dokumente der Schweiz. Quaderni di Dodis. Band 2). DDS, Bern 2012, ISBN 978-3-906051-05-5, doi:10.5907/Q2.
- als Herausgeber: Österreich zwischen den Mächten. Die politische Berichterstattung der schweizerischen Vertretung in Wien 1938–1955 (= Diplomatische Dokumente der Schweiz. Quaderni di Dodis. Band 4). DDS, Bern 2014, ISBN 978-3-906051-16-1, doi:10.5907/Q4.
- Münster. Illustrierte Stadtgeschichte. Aschendorff, Münster 2015 (vordatiert auf 2016), ISBN 978-3-402-13145-9.
- Münster. Kleine Stadtgeschichte. Aschendorff, Münster 2016, ISBN 978-3-402-13185-5.
- mit Andreas Lechtape (Fotos): Münsterland. Aschendorff, Münster 2016, ISBN 978-3-402-12945-6 (deutsch/englisch).
- mit Andreas Lechtape (Fotos): Münster. Stadt – Geschichte – Kultur. 3. Auflage, Aschendorff, Münster 2024, ISBN 978-3-402-13211-1.
- als Herausgeber und Mitverfasser: Die DDR aus Sicht schweizerischer Diplomaten 1982–1990. Politische Berichte aus Ost-Berlin. Aschendorff, Münster 2017, ISBN 978-3-402-13243-2.
- „Inmitten vieler Sorgen eine große Freude“. Bexbachs unbekannter Ehrenbürger Heinrich Brüning. In: Saarpfalz Jahrbuch 2017, S. 66–72, ISSN 1869-764X.
- mit Andreas Lechtape (Fotos): Münster – Auf einen Blick/Münster – At a Glance. Aschendorff, Münster 2017, ISBN 978-3-402-13285-2.
- Die Rektoren, Kuratoren und Kanzler der Universität Münster 1826–2016. Ein biographisches Handbuch (= Veröffentlichungen des Universitätsarchivs Münster. Band 14), Aschendorff, Münster 2020, ISBN 978-3-402-15897-5.
- „Wir sind dankbar, dass wir dieses Werk vollbringen durften.“ – Saarbrücken und die Deutschlandhilfe der Schweiz und Irlands 1946 bis 1948. In: Das Danke-Buch aus Saarbrücken, 1946. Eine Erinnerung an den Hungerwinter. Zeichnungen, Briefe und Gedichte von Mädchen in der Nachkriegszeit. Herausgegeben von Tony O’Herlihy und anderen (= Kontext. Kunst – Vermittlung – Kulturelle Bildung. Band 24). Tectum Verlag, Baden-Baden 2020, S. 17–34, ISBN 978-3-8288-4471-1.
- mit Inge Brors: Von Adenauer zu Merkel – acht Porträts. Aschendorff, Münster 2021, ISBN 978-3-402-24855-3.
- als Herausgeber: Der fremde Blick sieht mehr. Schweizer Presse über Deutschland 1945–1949. Eine Dokumentation. Aschendorff, Münster 2022, ISBN 978-3-402-24856-0.
- Abgeordnete des Wahlkreises Kleve: Deutsche und Preußische Nationalversammlung, Abgeordnetenhaus sowie Norddeutscher und Deutscher Reichstag 1848–1918. In: Kalender für das Klever Land auf das Jahr 2023, S. 63–70, ISSN 0174-0520.
- „Wir sehen unsers Jammers kein Ende“. Schweizer Zeitungen über den Krieg in Saar- und Westpfalz 1793. In: Saarpfalz Jahrbuch 2023, S. 103–110, ISSN 1869-764X.
- Von der Niederlausitz an den Niederrhein – Die Herren von Buggenhagen in Kleve und Dinslaken. Familie und Nachkommen (= Stadtgeschichte Dinslaken – Quellen und Forschungen. Neue Forschungen. Band 4), Dinslaken 2023, ISBN 978-3-9819992-4-2.
- Tilman Pünder 1932–2021. In: Hermann Pünder, Bernd Haunfelder (Hrsg.), In jenen Jahren. Kindheit in Münster während der Endphase des „Dritten Reiches“ – Ein Tagebuch, Aschendorff Verlag Münster 2023, ISBN 978-3-402-24976-5, S. 95–178.
- Die „Schweizer Spende“ von 1946 bis 1948 in Kleve. In: Kalender für das Klever Land auf das Jahr 2024, S. 167–186, ISSN 0174-0520.
- Nationalliberale Hochburg und Domäne des Bundes der Landwirte – Der Wahlkreis Homburg-Kusel 1871–1918. In: Saarpfalz Jahrbuch 2024, S. 135–140, ISSN 1869-764X.
- mit Alljoscha Kertesz (Herausgeber) und als Autor: Deutschlands bedeutendste Politiker nach 1945: Ein Parlamentarier-Ranking. Engelsdorfer Verlag, Leipzig 2024, ISBN 978-3-96940-749-3.
- Das bewegte Leben des preußischen Staatsmanns Julius Ernst von Buggenhagen (1736–1806). In: Kalender für das Klever Land auf das Jahr 2025, S. 81–93, ISSN 0174-0520.
- Die Liberalen hatten fast immer die Nase vorn: Landtagswahlen und Abgeordnete des Wahlkreises Homburg 1849 bis 1918. In: Saarpfalz Jahrbuch 2025, S. 165–170, ISSN 1869-764X.